# Conquista bizantina de Cilicia
La reconquista bizantina de Cilicia fue una serie de conflictos y enfrentamientos entre el Imperio bizantino de Nicéforo II y el emir de la hamdaní de Alepo, Sayf al-Dawla, por el control de la región de Cilicia, situada en el sureste de Anatolia. Desde las conquistas musulmanas del siglo VII, Cilicia había sido una provincia fronteriza del mundo musulmán y una base para las incursiones regulares contra las provincias bizantinas de Anatolia. A mediados del siglo X, la fragmentación del califato abasí y el fortalecimiento de Bizancio bajo la dinastía macedonia permitieron a los bizantinos tomar gradualmente la iniciativa. Bajo el soldado-emperador Nicéforo II (963-969), con la ayuda del general y futuro emperador Juan I Tzimisces, los bizantinos vencieron la resistencia de Sayf al-Dawla, que se había hecho con el control de las antiguas tierras fronterizas abasíes en el norte de Siria, y emprendieron una serie de agresivas campañas que en 964-965 les permitieron recobrar Cilicia. La conquista permitió luego la recuperación de Chipre y Antioquía en los años siguientes, y origió el eclipse de los hamdánidas como potencia independiente en la región.

## Antecedentes

Mapa de los territorios hamdaníes en su momento de mayor extensión, bajo al-Dawla, ca. 955

A mediados del siglo X, Bizancio estaba en pleno resurgimiento. En el año 961 había arrebatado Creta a los musulmanes merced al Asedio de Chandax y, tras la conquista, estaba preparado para realizar expediciones contra los árabes en Anatolia. El emir de Alepo y señor de la dinastía hamdánida en ese momento era Sayf al-Dawla (945-967). Militar seguro y agresivo, hizo numerosas incursiones en el corazón de Anatolia, hasta Iconio. Después de que al-Dawla confirmara su dominio en Alepo en 944, continuó con la práctica árabe de hacer incursiones en territorio bizantino, reanudando formalmente la guerra en 945/46. A pesar de la frecuencia y la eficacia de sus correrías para perturbar el comercio bizantino y, en general, crear el caos en el frente oriental de Bizancio, las tácticas de al-Dawla eran de naturaleza defensiva, y sus ejércitos nunca supusieron una amenaza seria para el dominio bizantino de Anatolia; las fuentes árabes contemporáneas afirman (de hecho, quizás exageran) que los ejércitos de Bizancio probablemente superaban a los de al-Dawla en unos setenta mil soldados.
El emirato de Al-Dawla era intrínsecamente débil. Carecía de cualquier tipo de armada, ya que al-Dawla no deseaba disputar a Bizancio el dominio del mar Mediterráneo oriental. Por añadidura, el sistema de administración Thughur de los hamdaníes era ineficiente e ineficaz. Era una adaptación del sistema bizantino de Themata, del que deriva el nombre. Los efectos devastadores de las tácticas de tierra quemada de Bizancio sobre la población y el sistema Thugur dejaron las provincias hamdánidas sumidas en la destrucción y la pobreza. La incursión invernal de Al-Dawla (945-6) tuvo poco efecto, y los combates entre las dos potencias cesaron durante unos años. 
En 948 y 949 los bizantinos penetraron en sendas ocasiones en el territorio hamdánida; saquearon Hadath en la primera expedición y Marash en la segunda, llegando incluso a alcanzar Antioquía. En el año 950 al-Dawla intentó incursionar en territorio bizantino, y fue aplastado por León Focas, perdiendo ocho mil hombres en la «espantosa expedición». Más tarde, ese mismo año, al-Dawla volvió a intentar talar el territorio de Bizancio, rechazando sus ofertas de paz, pero pronto se vio obligado a retirarse por la llegada del invierno. Al año siguiente Bardas Focas emprendió una expedición fallida a Cilicia en un intento de impedir que los árabes repararan algunas fortalezas estratégicas. Dos años más tarde, Bardas volvió a intentar invadir la Cilicia de al-Dawla y fracasó. Los hamdaníes resistirían otros dos ataques bizantinos en 954 y 955.
Un conflicto más serio comenzó en la primavera de 956, cuando al-Dawla inició una nueva invasión del territorio bizantino. Juan Tzimiskes, al mando del ejército bizantino, logró contraatacar con su propia invasión de Cilicia y se apoderó de un puerto a retaguardia de al-Dawla. Sin embargo, cuando ambos se enfrentaron, al-Dawla venció claramente, matando a cuatro mil hombres de Tzimiskes. Al mismo tiempo, León Focas invadió Siria, donde se enfrentó y derrotó al primo de al-Dawla, Abu'l-'Asha'ir. En el año 957, Nicéforo consiguió conquistar y posteriormente arrasar Hadath, y al-Dawla no pudo responder debido al descubrimiento de una confabulación contra él. A partir de ahí, la situación de al-Dawla no dejó de empeorar. En el año 958, Tzimiskes invadió de nuevo el territorio árabe; tomó Dara y batió a un ejército de diez mil hombres al mando del lugarteniente de al-Dawla, Nadja. Al año siguiente, León Focas hizo una incursión que alcanzó Cirro.

## Llamada a la Yihad
Las tensiones alcanzaron su punto álgido en el año 960 cuando al-Dawla declaró una Yihad'. Intentó reunir y consolidar sus fuerzas bajo el llamamiento a la guerra santa percibiendo una debilidad en las defensas de Bizancio tras la marcha de Nicéforo al Asedio de Chandax en Creta. León no tardó en adentrarse en territorio musulmán, evitando el peso de las fuerzas de al-Dawla y saqueando a su paso. Esperó el regreso del ejército árabe incursor y pronto les preparó una emboscada. Bajo el mando del general árabe Ali ibn Hamdan, el ejército fue sorprendido completamente por León. Sus fuerzas fueron rápidamente masacradas y León recuperó un botín tanto de origen bizantino como árabe, destruyendo de forma decisiva al ejército. La pérdida sucesiva de estas batallas comenzó a tener más efectos internos para al-Dawla, así como externos, ya que su propio gobierno comenzó a perder la fe en él. Desgraciadamente para al-Dawla, Nicéforo volvió ahora victorioso de Creta con la mayoría del ejército bizantino. De 961 a 962, Nicéforo dirigió sus ejércitos hacia Cilicia, tomando rápidamente Anazarbus. Nicéforo se retiró a territorio bizantino durante la Pascua del 962 y regresó en otoño para expulsar de la provincia a al-Dawla, que se encontraba en la propia Cilicia. Invadió el territorio árabe con un ejército de 70 000 hombres, tomando Marash, Sisium, Duluk y Manbij. Nicéforo procedió a ignorar el avance de al-Dawl y llevó su ejército a Alepo a mediados de diciembre, que consiguió conquistar y saquear en el Saqueo de Alepo (962).
En el año 963, la guerra se apagó entre las dos potencias, ya que el emperador bizantino, Romano II había muerto recientemente, y se produciría una breve crisis sucesoria en la que Nicéforo ascendería al trono como Nicéforo II. (963-969). Sin embargo, en el extremo hamdánida las cosas fueron menos pacíficas. Al-Dawla se enfrentó a una rebelión tras otra, primero en 961, llevada a cabo por Ibn az-Zayyat, luego en 963 por Hibat Allah, y finalmente en 963-64 por Nadja. Una breve incursión árabe fue contrarrestada por Tzimiskes, que fue nombrado sucesor de Nicéforo tras su ascenso. Pronto invadió Cilicia, derrotó a un ejército árabe e intentó y fracasó en el asedio de la importante fortaleza de Mopsuestia.

## Conquista final de Cilicia

Los themas bizantinos de Asia antes de la conquista de Cilicia

Cuando Nicéforo se convirtió en emperador, después de su toma de Creta, concibió un plan para expandir el territorio bizantino, en lugar de limitarse a saquear las ciudades árabes y retirarse. Emprendió la invasión en el otoño de 964 con un ejército de cuarenta mil soldados. Comenzó extendiendo la infantería ligera por toda la campiña de Cilicia; le ordenó saquear los pueblos para desatar la confusión y desorden en la administración de al-Dawla. Llevó entonces al grueso de sus fuerzas, compuesto por el Ejército imperial y los contingentes de los temas de Asia Menor, al territorio árabe, cuyas ciudades y principales fortalezas conquistó: tomó Adana, Anazarba, y otra veintena de ciudades fortificadas. Luego marchó hacia Mopsuestia. Tarso y Mopsuestia eran las dos mayores fortalezas que quedaban en la región. Nicéforo se dio cuenta rápidamente, tras bombardear la ciudad, de que sólo un asedio prolongado conseguiría forzar a Mopsuestia a capitular. Pronto, con la llegada del invierno, Nicéforo se retiró a su capital regional de Cesarea, donde pasó la temporada preparando la campaña del año siguiente, en los que abordaría los asedios de Mopsuestia y Tarso.
En la primavera de 965, volvió a reunir sus fuerzas y partió hacia Cilicia. Esta vez, sin embargo, se dirigió directamente a Tarso. Allí se encontró con la guarnición fuera de las murallas de la ciudad y se enfrentó a ella. La derrotó con contundencia y la hizo refugiarse en la fortaleza. A continuación, bloqueó la ciudad, taló la campiña circundante y partió hacia Mopsuestia, dejando la ciudad bloqueada y rodeada de destrucción y desolación. Comenzó a su vez a asediar Mopsuestia, empleando arqueros y máquinas de asedio. Entonces empleó una estrategia similar a la utilizada en el Asedio de Chandax sólo cuatro años antes: ordenó a los ingenieros que cavaran una mina bajo las fortificaciones de la ciudad mientras los árabes estaban distraídos y derrumbaran la sección de la muralla que pareciera más débil. El plan funcionó y pronto los bizantinos comenzaron a irrumpir en la ciudad por la brecha. La ciudad fue entonces saqueada y arrasada, mientras Nicéforo deportaba a todos sus habitantes. A continuación, regresó a Tarso, donde la población, tras enterarse de la destrucción de Mopsuestia, se avino a parlamentar con los griegos. Entregó la ciudad a Nicéforo a cambio de que este concediese el salvoconducto a los que deseaban emigrar a Siria. Con la conquista de estas dos ciudades, Cilicia volvió a estar bajo la soberanía de Bizancio, y Nicéforo regresó a Constantinopla.
Fue en esta época cuando en Chipre el general bizantino Niketas Chalkoutzes dio un golpe. Las circunstancias en las que se produjo son dudosas debido a la falta de fuentes, pero está claro que las autoridades abasíes no lo esperaban, ya que triunfó: la isla fue devuelta a los bizantinos y reintegrada en el sistema de themas.

## Consecuencias
Tras sofocar algunos disturbios civiles en la primavera de 966, Nicéforo partió de nuevo hacia el este. Su estrategia no era la tradicional bizantina, sino que combinaba las tácticas utilizadas por los árabes con ideas propias. Evitó en gran medida la batalla campal, saqueando, asaltando y apoderándose de ciudades donde podía. Marchó hacia el este con su ejército desde Constantinopla, nuevas fuerzas se le unieron a su paso por la Cilicia bizantina y avanzó hacia Siria. Pronto dirigió su ejército hacia Antioquía, donde estableció un  asedio laxo y comenzó a talar el campo.
En el otoño de 967, expugnó muchas fortalezas en el sur de Siria, y finalmente llegó a Trípoli. Quería reunirse allí con su armada, pero los vientos y las mareas no cooperaron y no pudo asediar la ciudad; en su lugar marchó hacia el norte, a la fortaleza de Arqa, que pronto conquistó y saqueó. En esta época, en el año 967, murió al-Dawla. Su sucesor, Sa'd al-Dawla, fue un gobernante débil e ineficaz, y para cuando subió al trono, el territorio hamdaní se había convertido en un mero campo de batalla en el que bizantinos y fatimíes podían resolver sus disputas. Nicéforo no cesó el saqueo de Siria hasta la primavera de 969, cuando regresó a Constantinopla. Sin embargo, dejó una gran guarnición en una ciudadela de su construcción en las afueras de Antioquía para mantener el asedio. Alrededor de un año después, las fuerzas bizantinas retomaron Antioquía y consolidaron el control bizantino de la región.
Tras la pérdida de Cilicia y Antioquía, el estado hamdaní comenzó a deteriorarse rápidamente. Una cadena de rebeliones fracturó y eliminó el poder de la dinastía; el estado apenas duró hasta el final del siglo, cuando fue avasallado y posteriormente disuelto por la dinastía fatimí de Egipto, que a su vez dominó el Levante durante siglos. Bizancio, por su parte, seguiría expandiéndose bajo los sucesivos emperadores: Nicéforo, Juan II Tzimiskes y Basilio II. De hecho, los bizantinos siguieron expandiéndose casi sin obstáculos durante más de un siglo a partir de las conquistas de Cilicia y Antioquía, hasta que fueron vencidos finalmente por el Imperio selyúcida en la batalla de Manzikert en 1071.